# Flodarm

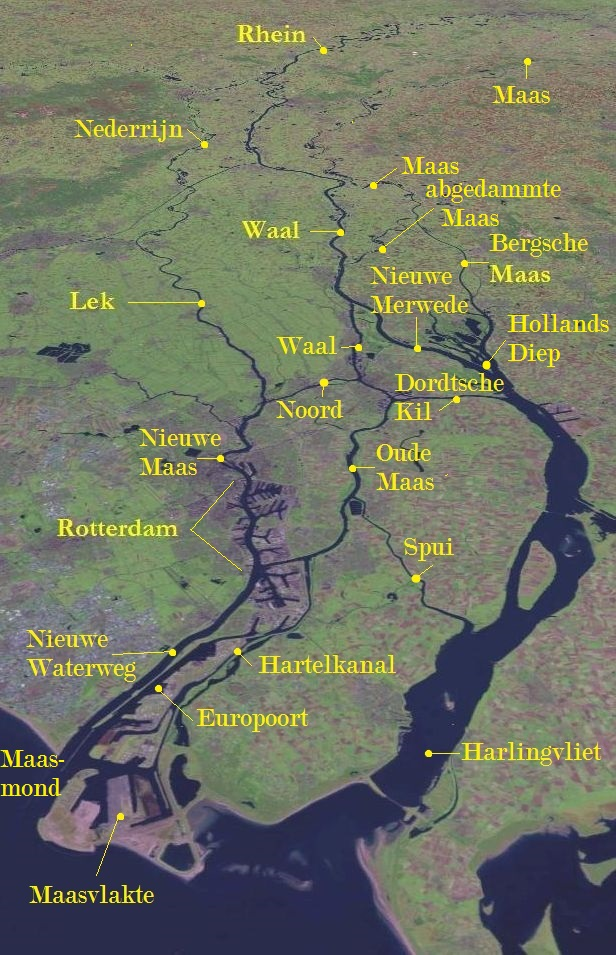
Floderna Rhen och Maas förgrenar sig åt olika håll, med olika flodarmar, i sina nedre lopp.

Flodarm eller förgrening är benämningen på en förgrening av en flods lopp. Detta sker ofta i samband med deltan eller när en flod flyter på en plan slätt. Exempel på floder med många flodarmar är nedre delen av Rhen och Mississippi.
En typ av flodarm ingår i en bifurkation, där en del av vattnet ofta kan ledas över från ett vattendrag till ett annat. Ordet bifurkation brukas oftare om en permanent förgrening – inte minst där resultatet är just vattenflöde till ett annat vattendrag – medan flodarmar kan vara kortare eller mindre permanenta.
Flodarm kan ses som motsatsen till biflod, genom att flodvattnet sprids och inte samlas.